# Danièle Kaber
Danièle Kaber (née le 20 avril 1960 à Luxembourg) est une athlète luxembourgeoise, spécialiste des courses de demi-fond et de fond. 

## Biographie
Bien qu'elle participe à de nombreuses compétitions internationales, elle ne remporte aucun titre majeur. Ses résultats en compétition lui valent de décrocher trois fois le titre de sportive luxembourgeoise de l'année, respectivement en 1985, 1986 et 1988. Elle détient les records nationaux du 5 000 m, du 10 000 m, du semi-marathon et du marathon. 

## Palmarès
| Date | Compétition                            | Lieu      | Epreuve       | Résultat    | Marque          |
| ---- | -------------------------------------- | --------- | ------------- | ----------- | --------------- |
| 1986 | Championnats du monde de cross-country | Colombier | Cross féminin | 113e        | 16 min 41 s 40  |
| 1986 | Championnats d'Europe                  | Stuttgart | 3 000 mètres  | 12e(séries) | 9 min 20 s 00   |
| 1986 | Championnats d'Europe                  | Stuttgart | 10 000 mètres | 12e         | 32 min 16 s 97  |
| 1987 | Championnats du monde de cross-country | Varsovie  | Cross féminin | 74e         | 18 min 9 s      |
| 1987 | Championnats du monde                  | Rome      | 10 000 mètres | 15e(séries) | 34 min 24 s 52  |
| 1988 | Jeux olympiques                        | Séoul     | Marathon      | 7e          | 2 h 29 min 23 s |

## Records
| Épreuve       | Marque               | Lieu         | Date              |
| ------------- | -------------------- | ------------ | ----------------- |
| 3 000 mètres  | 9 min 12 s 87        | Coblence     | 6 août 1986       |
| 5 000 mètres  | 15 min 42 s 38 (NR)  | Bruxelles    | 5 septembre 1986  |
| 10 000 mètres | 32 min 16 s 97 (NR)  | Stuttgart    | 30 août 1986      |
| Semi-marathon | 1 h 10 min 56 s (NR) | Grevenmacher | 21 septembre 1986 |
| Marathon      | 2 h 29 min 23 s (NR) | Séoul        | 23 août 1988      |